# Atenea del Pireo

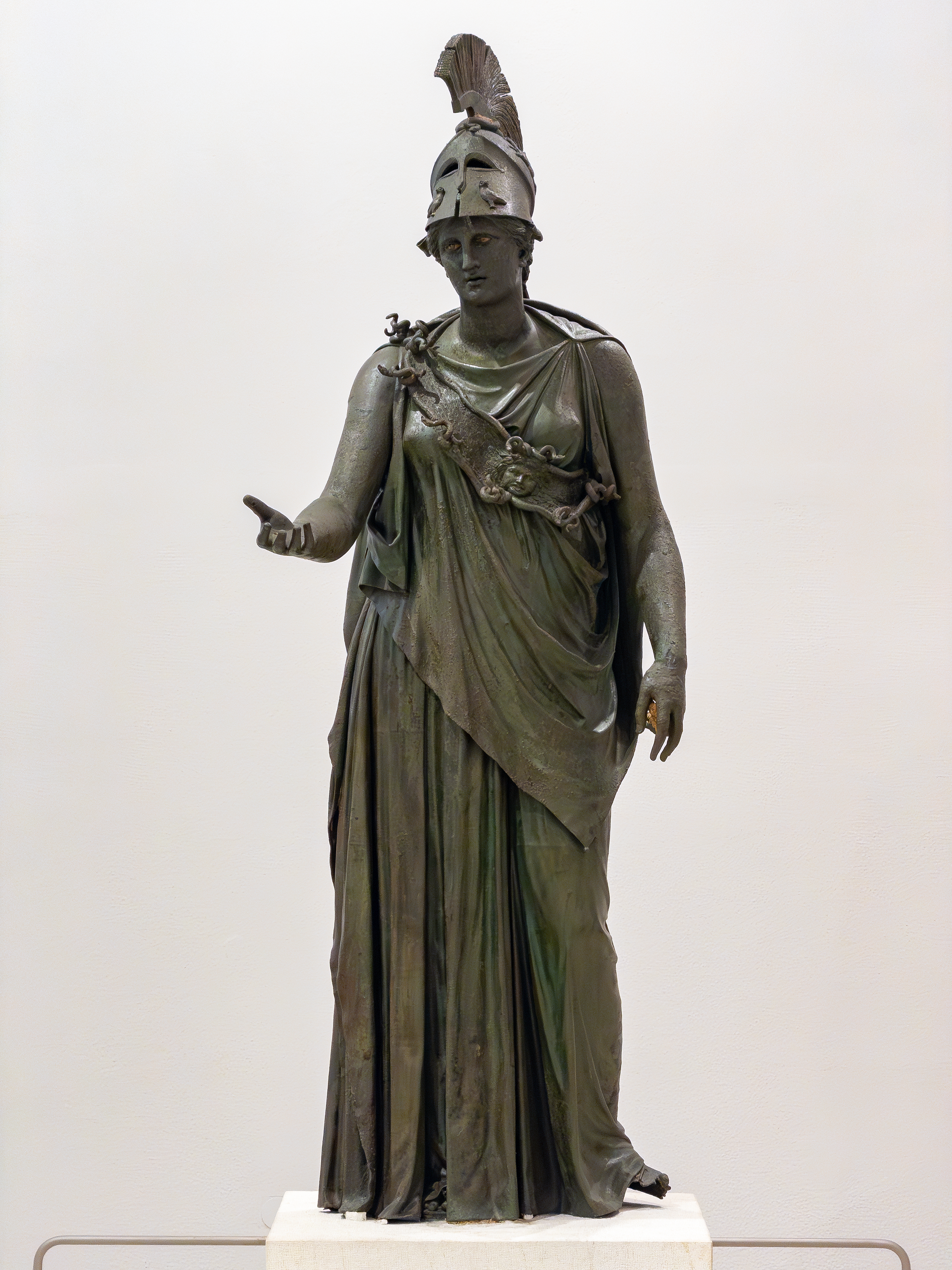
Atenea del Pireo

La Atenea del Pireo es una estatua de bronce datada en el siglo IV a. C. Actualmente se encuentra en el Museo Arqueológico del Pireo.

## Descripción
La estatua es una representación a tamaño natural de Atenea, con una altura de 2,35 metros . Está de pie contraposto y lleva un peplos abierto en el lado derecho. También lleva un casco corintio decorado con grifos a los lados del casco y búhos en las mejillas; la cresta del casco tiene una serpiente enroscada en la base. También lleva una égida atada diagonalmente al torso, con una cabeza de Gorgona en miniatura y un borde de serpientes. El pequeño tamaño de la égida indica que es más probable que sea un marcador de la identidad de Atenea que una pieza de armamento real. La posición del brazo derecho, extendido y con la palma hacia arriba, indica que originalmente sujetaba algo. Se ha sugerido que podría ser un búho, una pequeña estatua de Nike o un cuenco de ofrendas. Sin embargo, Olga Palagia considera improbable la idea de que la figura pudiera haber sido un búho, basándose en el hecho de que ninguna estatua contemporánea de una Atenea de pie la muestra sosteniendo un búho.
 Su brazo izquierdo está posado para sostener una lanza. La tela del peplos parece pesada, como demuestran las profundas líneas de tela de la escultura. La atención prestada a los detalles en la parte posterior de la estatua y su ligera inclinación sugieren la posibilidad de que fuera diseñada para ser colocada sobre un pedestal central y no contra una pared.
Se ha determinado que la Atenea del Pireo es original, y actualmente la única estatua que se cree basada en ella es la Atenea Mattei que se encuentra en el Museo del Louvre, a pesar de que la posición del brazo derecho en la estatua del Louvre es diferente.

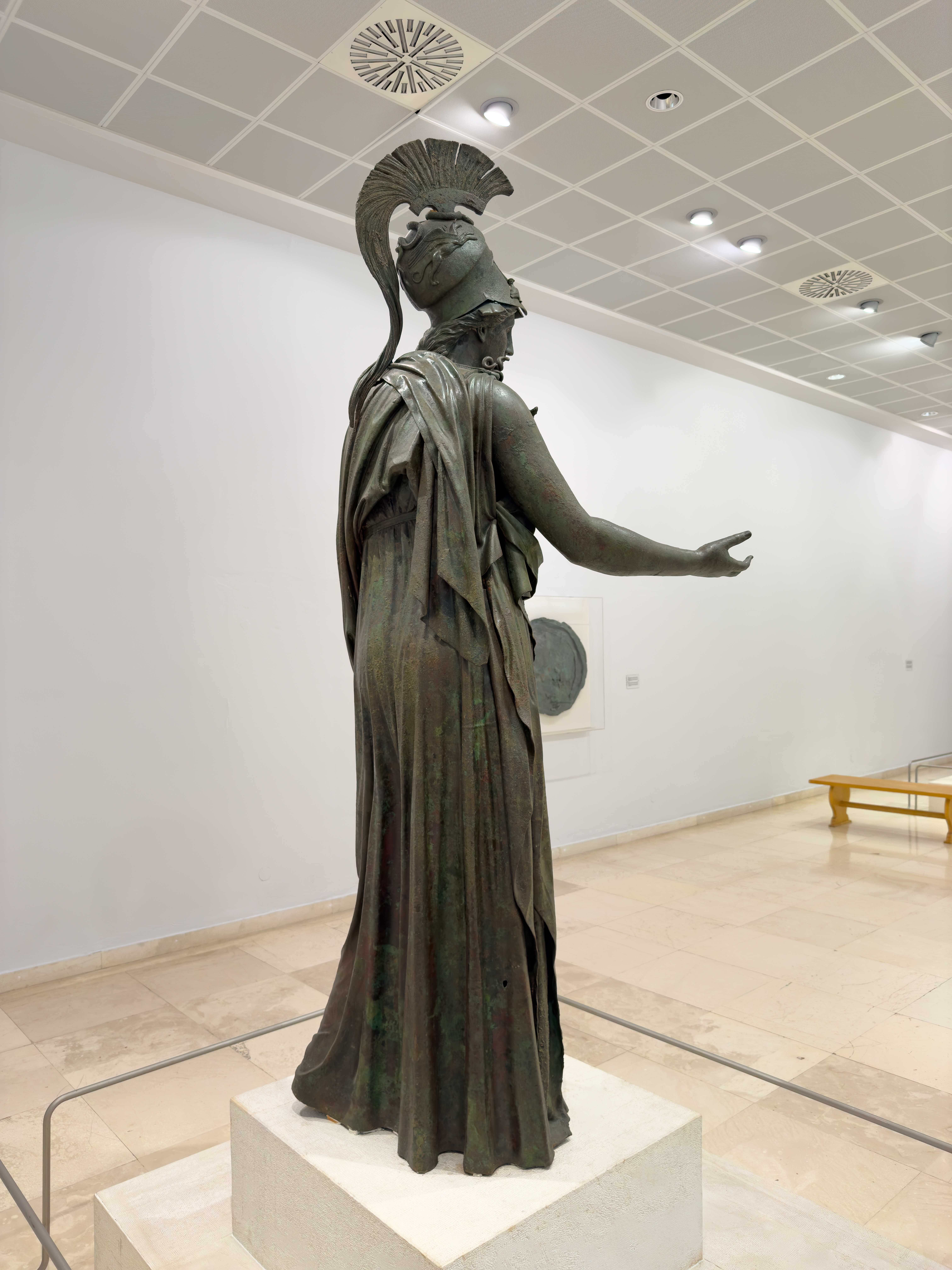
Vista lateral del Atenea del Pireo.

## Descubrimiento
La Atenea del Pireo fue descubierta en 1959, por unos obreros que perforaban el subsuelo para instalar tuberías. La excavación del yacimiento fue dirigida por Ioannis Papademitriou, jefe del Servicio Arqueológico Griego, y Mastrokostas Euthymios, el Epimeleta del Ática.Las excavaciones descubrieron un antiguo almacén que había sido incendiado y que contenía dos grupos de estatuas y otros artefactos. Atenea fue encontrada junto con una estatua de bronce de Artemisa de tamaño casi natural, una gran máscara trágica de bronce, dos escudos de bronce, dos hermas de mármol y una pequeña estatua de mármol de Artemisa Cindia. La habitación en la que se encontró la estatua estaba muy cerca del puerto principal y las estatuas parecían estar embaladas listas para ser enviadas cuando se incendió el almacén. Toda la colección se conoce ahora como Los Bronces del Pireo
Hay varias teorías que explican por qué la estatua estaba embalada y lista para ser embarcada. La primera se basa en el hecho de que el Pireo fue capturado por Sila en el año 86 a. C.. Esto sugeriría que las estatuas se embarcaron para salvarlas del ataque romano. Esto, a su vez, indica que el emplazamiento original de la estatua pudo estar en el propio Pireo o en lugares de sus alrededores, incluido el puerto de Atenas, que estaba cerca.
Otros estudiosos, sin embargo, creen que la estatua podría proceder de Delos. Esta identificación se basa en el hecho de que tres de las estatuas encontradas con la Atenea del Pireo eran de Artemisa, que se cree que nació en Delos. Otra prueba de ello es la toma de Delos por los romanos en el año 88 a. C. De ser así, las estatuas podrían formar parte de la colección que el general Mitrídates envió a Atenas tras la toma de la isla. Su teoría se ve respaldada por el hecho de que también se encontró una moneda cerca de las estatuas con una fecha equivalente a 87/86 a. C. y una imagen del rey Mitrídates VI.

## Datación y escultor

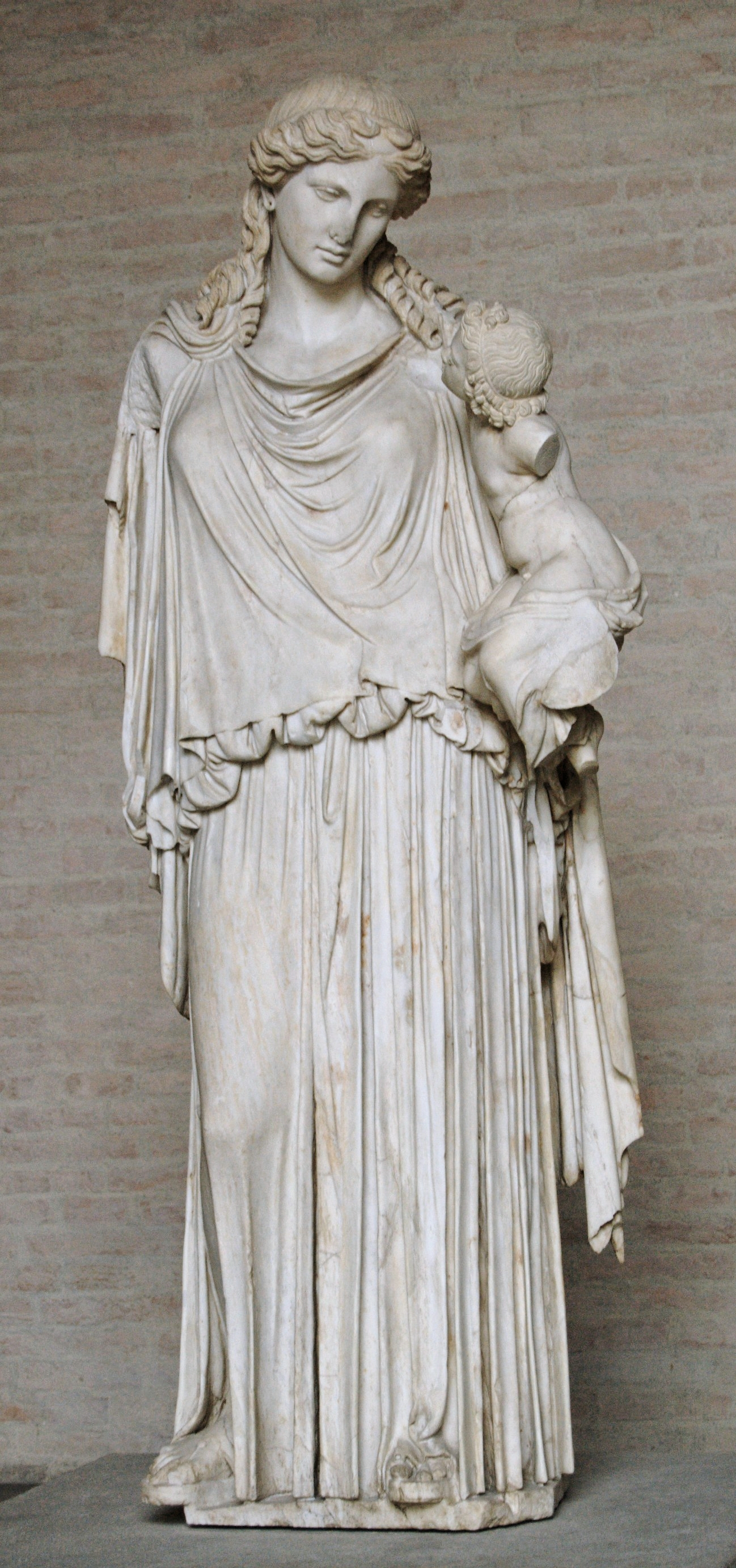
Copia en mármol de la estatua de Irene sosteniendo a Pluto. Actualmente en la Gliptoteca de Múnich.

Varios indicios sitúan la creación de la estatua en torno a finales del siglo IV a. C. En primer lugar, varios elementos del diseño de la estatua también ayudan a datar su creación. Uno de ellos es el casco corintio que lleva, un estilo que se hizo muy popular en ese siglo. Un segundo factor es el estilo del peplo que lleva la estatua. Representa un material pesado, un estilo que se puso de moda más tarde, durante la segunda mitad del siglo IV a. C., lo que indica un rango de fechas de la creación de la estatua a ese período.
Actualmente existen dos teorías sobre el autor de la estatua. Según Geoffrey Waywell, el drapeado presenta similitudes con una estatua de  Irene sosteniendo a un bebé Pluto que se cree que fue realizada por Cefisodoto el Viejo. Esta identificación se basa en el hecho de que Pausanias afirma que Cefisodoto hizo una estatua de la Paz y la Riqueza para los atenienses. Plinio el Viejo afirma que Cefisodoto estuvo activo durante la 102.ª Olimpiada, equivalente a 372-368 a. C. Esto coincide con la época en la que el casco corintio y el estilo de peplos pesados eran populares. Waywell identifica lo que considera múltiples áreas de similitud entre las dos estatuas: «Existen notables similitudes en la actitud, la pose general, las proporciones, el tratamiento del rostro, el cabello y las extremidades y, sobre todo, en el tratamiento del drapeado.» Waywell señala detalles como la forma en que la caída del drapeado se ve alterada por la posición del pie de apoyo, y la forma en que la pierna levantada se revela a través del peplo y sus interacciones con la rodilla, la pantorrilla externa y el tobillo. Compárese también la suavidad del modelado de la pierna libre a través del drapeado, el pesado pliegue que cae desde la rodilla. Sostiene también que las dos estatuas comparten el mismo estilo de severos pliegues verticales en la vestimenta a los lados y en la espalda.

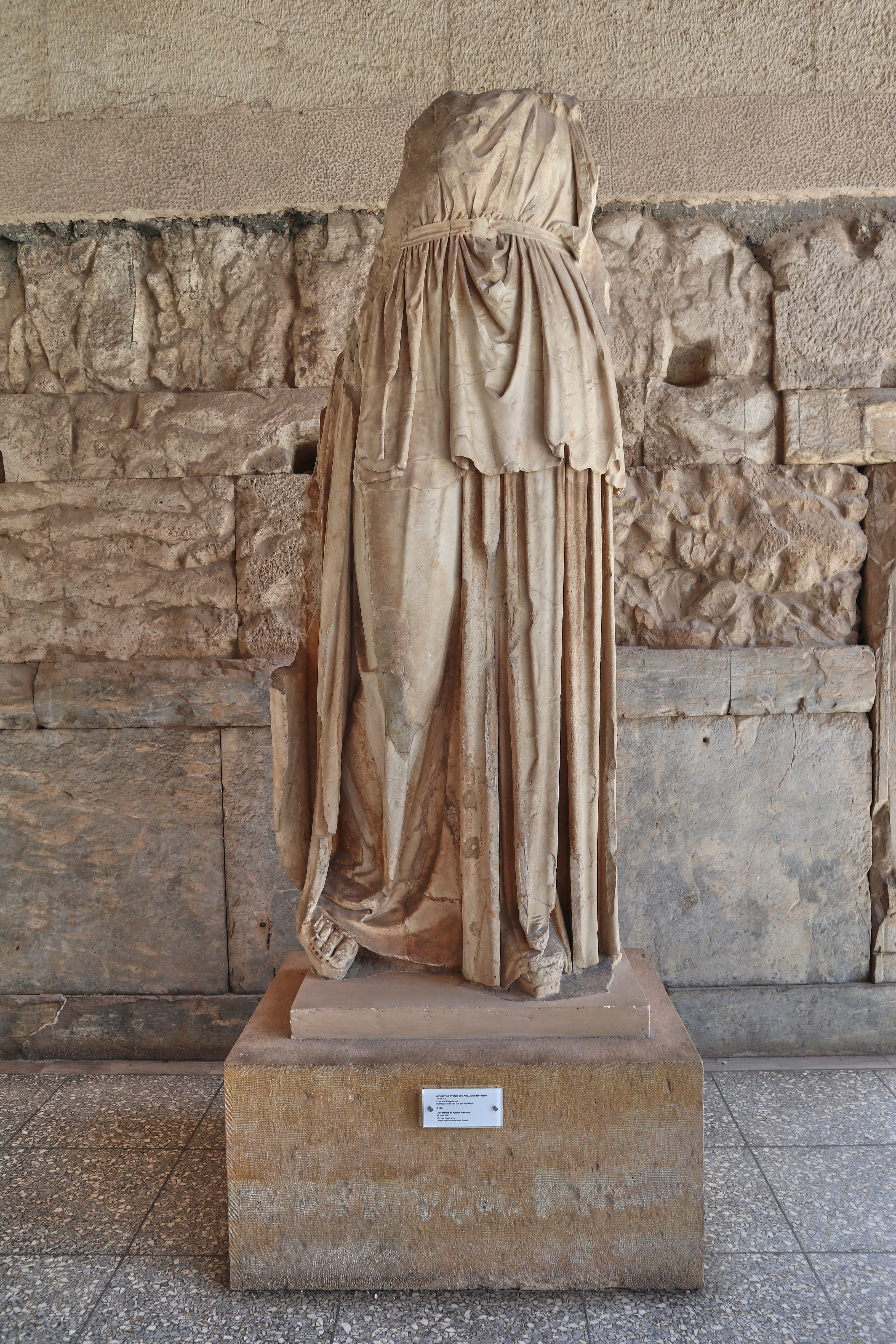
El Apolo Patroos de la antigua Ágora de Atenas. Una copia romana del Museo Vaticano conserva la cabeza.

Olga Palagia, sin embargo, sostiene que no hay mucha similitud entre el estilo de las dos estatuas: «La única similitud estilística con la Atenea la ofrece la posición de la pierna doblada, no solo echada hacia atrás sino también colocada de lado, y los pliegues de la falda, que forman bandas en lugar de estrías.»
Palagia rechaza las pruebas de las similitudes entre el faldón de las estatuas, argumentando que no son fiables debido a la forma en que los copistas a menudo desdibujaron la representación original. En cambio, destaca varias diferencias entre los estilos de las dos estatuas. En primer lugar, hay ligeras diferencias entre las poses; en segundo lugar, hay otras diferencias entre otros elementos de la indumentaria de las dos estatuas, como el hecho de que la caída del peplo de Atenea oculta la mayor parte de su faja de la vista frontal, mientras que la caída del peplo de Irene tiene una caída corta que termina justo por encima de la faja, dejando visible el kolpos.
En lugar de Cefisodoto, Palagia sugiere a Eufranor como escultor, basándose en la similitud de la Atenea del Pireo con el Apolo Patroos, otra estatua que se sabe que fue creada por él. Las dos estatuas comparten similitudes en la forma en que la falda cae sobre la pierna doblada y en la plenitud de los rostros. Además, ambas comparten el mismo tipo de postura: el brazo levantado está en el lado opuesto a la pierna flexionada, aunque la pierna y el brazo flexionados son opuestos entre las dos estatuas. 
Eufranor estuvo activo durante la 104.ª Olimpiada, equivalente a 364-361 a. C., por lo que también encaja en el marco temporal que ofrece la popularidad del casco corintio y los pesados drapeados.